# كريستيان إلستر
كريستيان إلستر (بالنرويجية البوكمول: Kristian Elster d.e.)‏ هو ناقد أدبي وصحفي وكاتب ومؤلف نرويجي، ولد في 4 مارس 1841 في Overhalla Municipality ‏ في النرويج، وتوفي في 11 أبريل 1881 في تروندهايم في النرويج.